# 姜仁秀
姜仁秀（韓語：강인수，1988年3月10日—），2011年以團體MYNAME出道，現階段活耀於戲劇演出。

## 音樂作品
其他團體作品MYNAME#音樂作品

### 戲劇原聲帶
| 歌曲                            | 劇名                                 | 註解       |
| Wish You （页面存档备份，存于） | 網路劇《Wish You：你在我心中的旋律》 | 與李想合唱 |

## 演出作品

### 戲劇
| 年份 | 劇名                       | 角色     |
| 2012 | Dream High 2               | 偶像團體 |
| 2015 | 내손남                     |          |
| 2020 | Wish You：你在我心中的旋律 | 姜仁秀   |
| 2021 | 柳書生的婚禮               | 柳皓宣   |

### 綜藝節目
團體參與作品請參見MYNAME#綜藝節目
| 年份 | 節目            | 備註         |
| 2020 | Handsome Tigers | 於第四集加入 |

## 外部連結
- 仁秀 Instagram （页面存档备份，存于）
- 仁秀 Youtube （页面存档备份，存于）